# Sistema (geologia)
Un sistema en les ciències naturals i l'estratigrafia és una unitat composta idealitzada del registre geològic feta amb la successió de capes de roques (estrats) que es varen dipositar juntes dins el seu corresponent lapse de temps geològic, i es fan servir per datar coses en un cert període geològic corresponent. El sistema és doncs una unitat del registre geològic o columna de roca posat junt seguint la Llei de la Superposició i cartografiat en el seu període corresponent. Un sistema és una unitat de cronoestratigrafia no relacionada amb la litoestratigrafia, la qual subdivideix les capes de roques respecte a la seva litologia. Els sistemes són subdivisions d'eratems i ells mateixos estan dividits en sèries, èpoques i estatges.
Un sistema és un terme que defineix una unitat de capes de roques formades en un cert interval de temps; en teoria equival al terme període que defineix l'interval de temps en ell mateix, però al contrari que el sistema de les unitats de temps, un sistema en moltes localitats pot estar interromput i incomplet perquè les forces geològiques alternativament aixequen o deprimeixen una regió. Per aquesta raó els dos termes de vegades es confonen en la bibliografia informal.

## Sistemes en l'escala de temps geològica
Els sistemes de l'eonotem Fanerozoic van ser definits durant el segle xviii, començant pel Cretaci (per Jean d'Omalius d'Halloy a la Conca de París) i el Carbonífer (per William Conybeare i William Phillips) el 1822. Els eratems Paleozoic i Mesozoic es van dividir en els sistemes actualment usats abans de la segona meitat del segle xix excepte per una revisió menor del sistema Ordovicià afegida el 1879.
Recentment el Cenozoic ha tingut algunes revisions per part de l'International Commission on Stratigraphy; probablement es dividirà en tres sistemes (Paleogen, Neogen i Quaternari) mentre que els vells sistemes (Paleocè, Eocè, Oligocè, Miocè i Pliocè) passaran a ser sèries estratigràfiques o s'abandonaran (Terciari).
Un altre desenvolupament recent és la divisió oficial de l'eonotem Proterozoic en sistemes, que es va decidir l'any 2004.